# Distretto di Çilimli
Il distretto di Çilimli (in turco Çilimli ilçesi) è uno dei distretti della provincia di Düzce, in Turchia.